# 유도 결합 플라스마

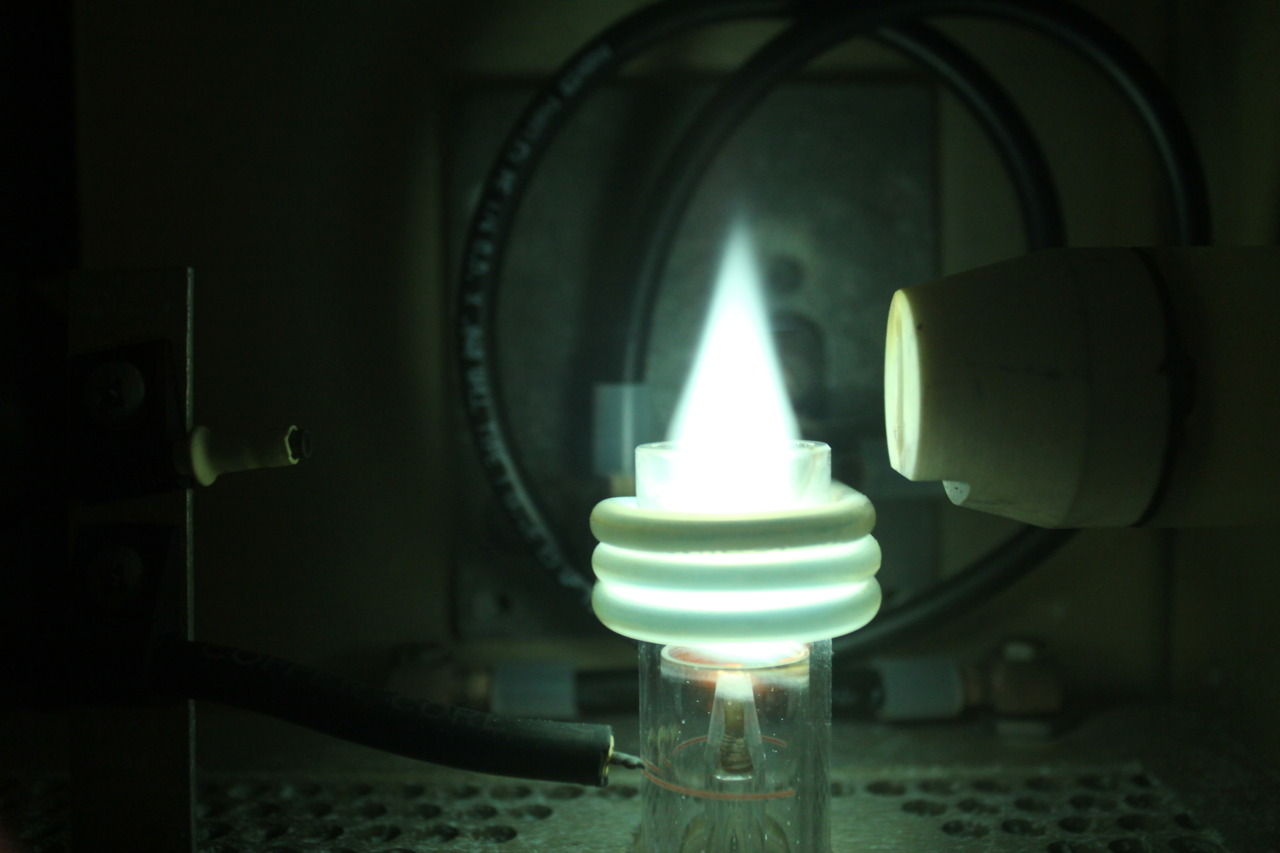
분석 ICP 토치 사진

유도 결합 플라스마(inductively coupled plasma, ICP) 또는 변합기 결합 플라스마(transformer coupled plasma, TCP)는 전자기 유도, 즉 시변 자기장에 의해 생성되는 전류에 의해 에너지가 공급되는 플라스마 소스(source)의 일종이다.

## 응용
- 유도 결합형 플라스마 발광 분광 분석법(ICP-AES)
- 유도 결합 플라즈마 질량 분석기(ICP-MS)
- 반응성 이온 에칭(ICP-RIE)

## 같이 보기
- 유도 플라스마